# Goodrich, Texas
Goodrich là một thành phố thuộc quận Polk, tiểu bang Texas, Hoa Kỳ. Năm 2010, dân số của xã này là 271 người.

## Dân số
- Dân số năm 2000: 243 người.
- Dân số năm 2010: 271 người.